# Triumph (Illinois)
Pour les articles homonymes, voir Triumph.
Triumph est une communauté incorporée du comté de LaSalle dans l'Illinois.

## Géographie
Triumph est situé dans le Township d'Ophir, juste à l'est de l'Interstate 39, dans le centre nord de l'état. Les enfants vivant à Triumph doivent aller à l'école à Mendota. On y retrouve un restaurant sur le 752nd Road, le Countryside Bar and Grill, ainsi qu'un club de curling.

## Démographie
Moins de 100 habitants y vivent.

## Histoire

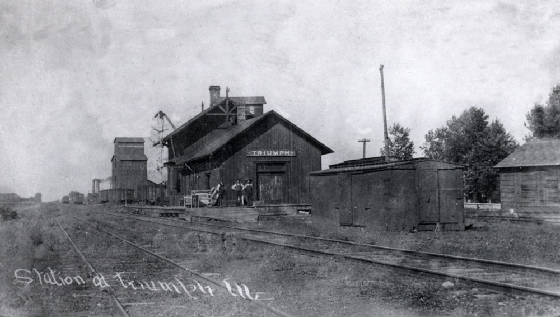
La station vers 1910.

La communauté a reçu son nom actuel après que des supporteurs d'un projet de construction d'un bureau de poste l'ont vaincu sur le parti des opposants, triumph voulant dire triompher en anglais. Le bureau de poste est ouvert depuis 1857. La CNW y construit une gare vers 1900, qui subsiste jusque dans les années 1950,.